# Slag bij Cocherel
De Slag bij Cocherel werd op 16 mei 1364 uitgevochten tussen het Franse leger onder leiding van Bertrand du Guesclin en het leger van het koninkrijk Navarra dat Eduard III van Engeland steunde tijdens de Honderdjarige Oorlog. Het leger van Navarra stond onder leiding van Captal de Buch Jan van Grailly.

## Aanloop
De Navarreese koning Karel II steunde de Engelse koning Eduard III in diens strijd tegen de Fransen voor het opeisen van de troon van dat land. Karel had ook verscheidende bezittingen in Frankrijk en kon door zijn bezittingen in Normandië de rivier de Seine richting Parijs afsluiten. In reactie hierop droeg Karel V van Frankrijk Bertrand du Guesclin op om de Seine te ontzetten.
Karel II van Navarra was zich bewust van het gevaar en had zijn generaal Jan van Grailly bevolen de strijd aan te gaan met Bertrand du Guesclin. In Évreux wist Jan van Grailly zijn leger te verzamelen.

## De slag
Het leger uit Navarra nam in de buurt van de plaats Cocherel een sterke verdedigende positie in op het slagveld. Van Grailly hoopte hiermee een aanval van de Fransen te kunnen provoceren. Bertrand du Guesclin gaf zijn tegenstander de indruk dat zijn leger aan het terugtrekken was van het slagveld waardoor het Navarreese leger zijn goede defensieve positie op het veld verliet. Door de plotseling felle tegenstand van het Franse leger en een paar goed uitgevoerde aanvallen op de flanken van het Navarreese leger wist het Franse leger te triomferen.

## Bronnen

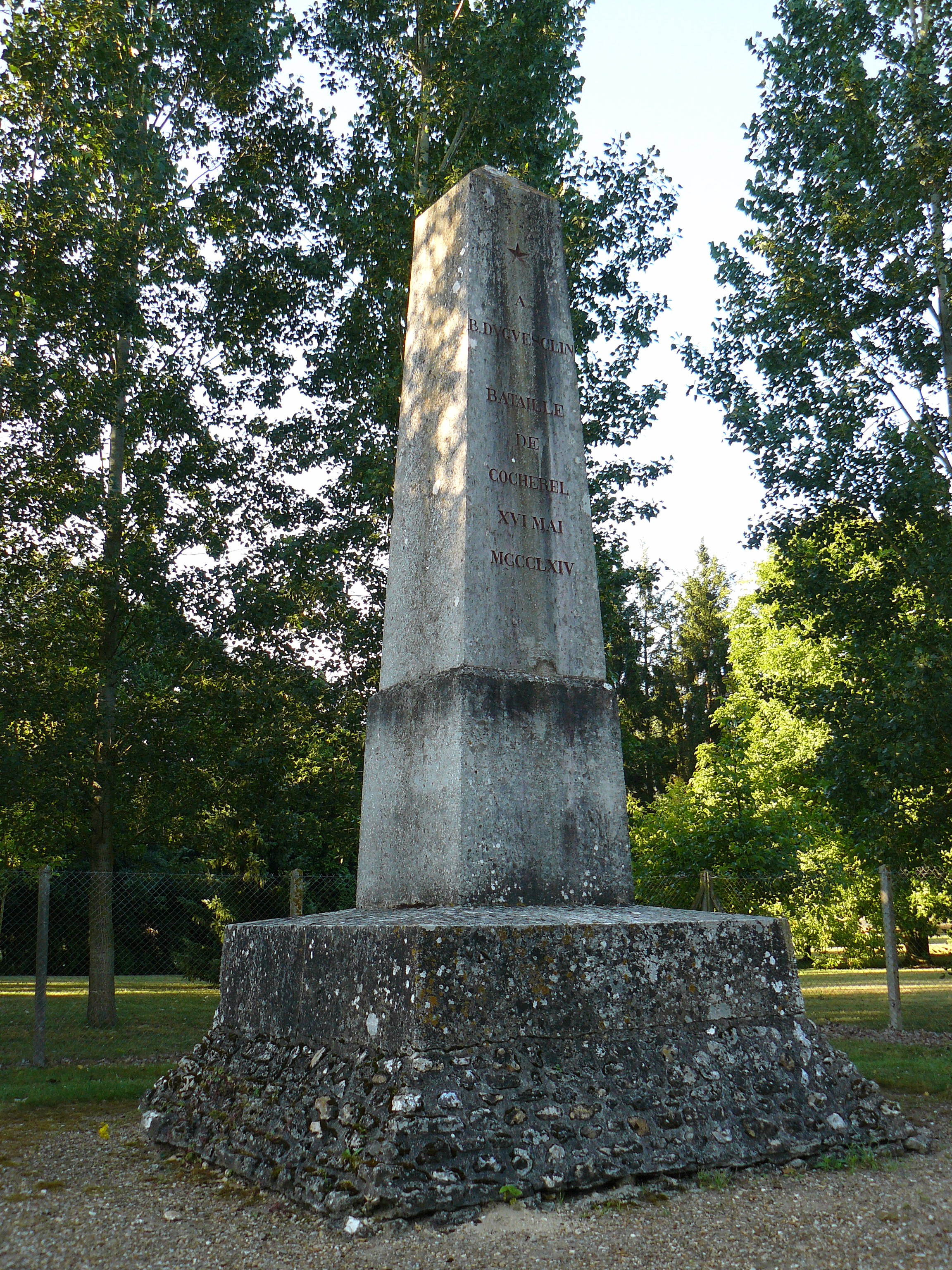
Monument Bataille Cocherel